# Aljibe Bermejo
El Aljibe Bermejo de Campohermoso está situado en la vía pecuaria Cordel de Almería en el término municipal de Níjar (provincia de Almería) y en las cercanías de la pedanía de Saladar y Leche. Se trata de una construcción fechada en la primera mitad del siglo XIII que responde al esquema general de este tipo de construcciones.

## Descripción
Se trata de una edificación de planta rectangular de 23 metros por 4,60 metros del que, al exterior, sólo queda visible la cubierta abovedada y las dos fachadas principales.
Realizado en mampostería trabada con mortero para el conjunto de la edificación, presenta en su bóveda de medio cañón o de aljibe, por ser típico de estos elementos, tres aberturas en la parte superior que servían para la extracción del agua.
Por lo que respecta a las fachadas, la principal se realiza en sillares irregulares tanto para el muro de cierre como para el arranque de la bóveda. En su centro se abre un hueco ligeramente apuntado que permitía el acceso al interior del aljibe a través de unas escaleras adosadas a este muro y de la que han desaparecido algunos peldaños. Con este acceso se permite la limpieza y el mantenimiento del vaso.
La fachada posterior aparece semienterrada, ejecutada en mampuesto, mientras que el arranque de la bóveda es de sillares. En esta fachada se abría también un hueco para entrada del agua. Parece ser que existía una canal de abastecimiento excavado en el terreno, que hoy día ha desaparecido. Hacia el interior, el vaso del aljibe con una profundidad de unos 3 metros, era igualmente rectangular, con sus paredes revocadas con un mortero rico en cal que ayuda a la perfecta impermeabilización del edificio. Dadas sus extraordinarias dimensiones, debido a su uso ganadero, para contrarrestar el empuje de la bóveda, tiene hacia su parte media un arco fajón que ayuda al refuerzo del mismo.

## Fuente
- Este artículo incluye contenido derivado de una disposición relativa al proceso de protección, incoación o declaración de un bien cultural o natural publicada en el BOE n.º 150 el 23 de junio de 2000 (texto), el cual está libre de restricciones conocidas en virtud del derecho de autor de conformidad con lo dispuesto en el artículo 13 de la Ley de Propiedad Intelectual española.

- Datos: Q5669074